# Église multisite
Une église multisite est une église locale évangélique qui tient des services à différents endroits géographiques.

## Caractéristiques
Une église multisite est une église locale qui compte d’autres campus à divers endroits dans une même ville ou dans différentes villes. Le site principal (généralement celui avec la plus grande fréquentation hebdomadaire) et les autres campus auront généralement leur propre culte musical et des annonces concernant l’église locale. Le sermon est majoritairement donné par un pasteur sur place, alors que dans certaines églises, il est diffusé par vidéo à partir de l'emplacement principal,. Les différents campus partagent les ressources physiques et financières .

## Histoire
La première église à devenir multisite fut l'Église baptiste de Highland Park à Chattanooga (Tennessee) en 1942. En 1990, il y avait 10 églises multisites aux États-Unis. En 2014, il y avait 8 000 églises multisites,
. Certaines églises multisites ont également établi des campus dans des prisons. Selon une étude de 2015 du Leadership Network, 37% des campus d'églises multisites étaient des églises autonomes qui ont fusionné avec une autre église. Une étude du Hartford Institute for Religion Research, du Conseil évangélique pour la responsabilité financière et du Leadership Network publiée en 2020 a révélé que 70% des megachurches américaines étaient multisites.

## Critiques
L'Américain Eddie Gibbs, professeur au Fuller Theological Seminary, a reproché au modèle du sermon par vidéo diffusé dans certaines églises multisites le manque de relations entre le pasteur enseignant et les fidèles de chaque site, ce qui amènerait des messages moins adaptés à la réalité de chaque campus.